# Palo Verde, Jalisco
Palo Verde är en ort i Mexiko.   Den ligger i kommunen Etzatlán och delstaten Jalisco, i den centrala delen av landet, 500 km väster om huvudstaden Mexico City. Palo Verde ligger 1 383 meter över havet och antalet invånare är 167.
Terrängen runt Palo Verde är huvudsakligen kuperad, men åt nordost är den platt. Runt Palo Verde är det ganska glesbefolkat, med 48 invånare per kvadratkilometer. Närmaste större samhälle är Etzatlán, 2,2 km öster om Palo Verde. Omgivningarna runt Palo Verde är en mosaik av jordbruksmark och naturlig växtlighet.